# Церковь Преображения Господня (Тярлево)

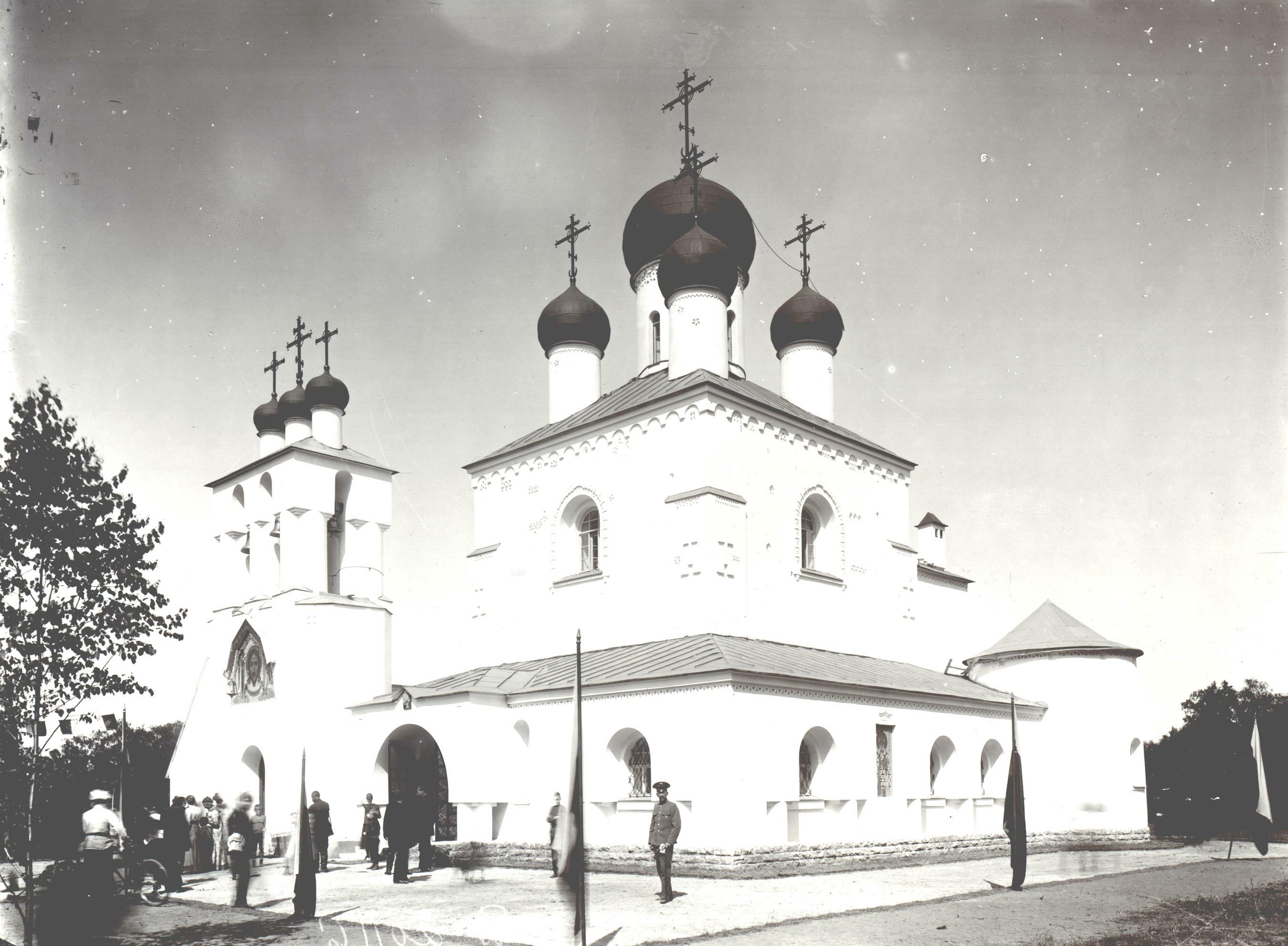
Фото 1914 года

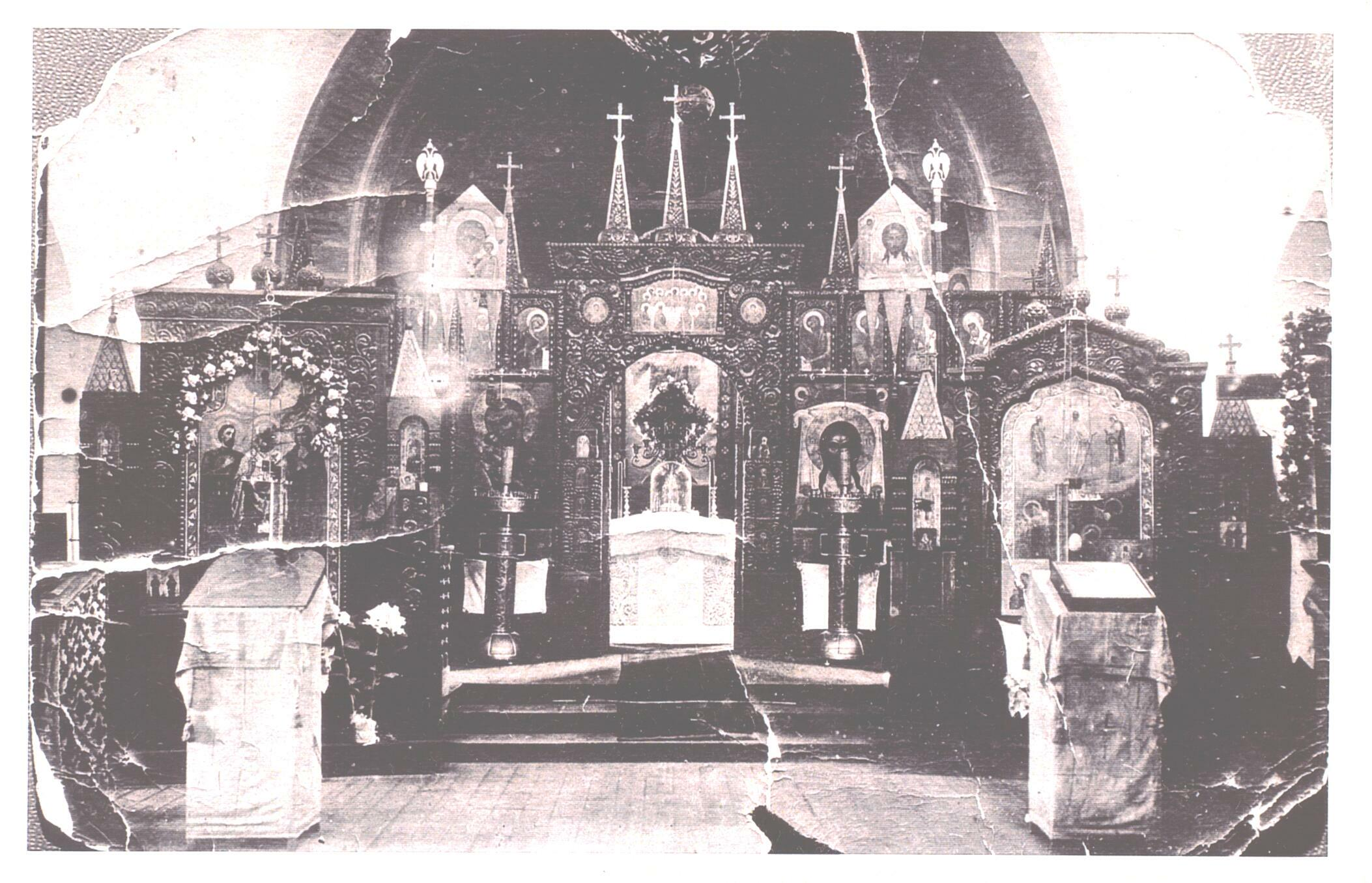
Интерьер храма.
Фото 1920-х годов

Це́рковь Спа́са Преображе́ния в па́мять 300-ле́тия До́ма Рома́новых — православный храм в посёлке Тярлево в Санкт-Петербурге.
Приход храма относится к Санкт-Петербургской епархии Русской православной церкви, входит в состав Пушкинского (Царскосельского) благочиния. Настоятель — протоиерей Александр Покрамович.

## История
В начале 1912 года тярлевская дачевладелица Е. В. Бекетова предложила возвести отдельный храм в посёлке и пожертвовала на строительство крупную сумму денег. Тогда же было решено приурочить строительство церкви к празднованию 300-летия Дома Романовых. Участок земли на окраине Павловского парка выделил великий князь Константин Константинович.
Проект церкви был создан архитекторами Алексеем Захаровым и Николаем Рклицким. Закладка храма произошла в том же 1912 году. Строительства храма велось на пожертвования, собранные местными дачниками. Среди жертвователей были великая княгиня Мария Павловна и императрица Александра Фёдоровна. Первым ктитором храма стал князь императорской крови Иоанн Константинович, входивший вместе с братом в Строительный комитет.
Освящение храма в честь Преображения Господня было совершено 6 (19) июля 1914 года епископом Нарвским Геннадием (Туберозовым).
Со дня освящения храм был приписным к Мариинской придворной церкви. С 1917 года приход стал самостоятельным.
В 1920-х годах к церкви был пристроен придел Святой Троицы. В сентябре 1937 года был арестован и 12 ноября расстрелян настоятель храма протоиерей Сергий Червяковский. Богослужения в церкви прекратились, а в 1939 году храм был официально закрыт.
В церкви был устроен клуб. Снова храм был открыт на короткий промежуток времени с сентября 1941 по 1944 год. После войны, в июне 1946 года, здание было передано под цех галантерейной фабрики «Север», территория была обнесена высокой стеной. В 1950-е годы была разобрана колокольня и главы.
По ходатайству созданной в 1994 году среди местных жителей инициативной группы, здание храма было возвращено Русской православной церкви. Однако процесс происходил медленно: приход был создан 19 октября 1995 года, а храм был официально передан лишь 31 июля 1998 года. После этого частично помещение храма было освобождено, но администрация объединения постоянно препятствовала проведению богослужений.
Первый молебен в храме был отслужен только 19 августа 2002 года; первая Божественная Литургия — 20 апреля 2003 года. В настоящее время храм полностью передан Церкви, регулярно проводятся богослужения.
14 августа 2005 года рядом с местом, где с 1906 по 1920 год стоял дом, в котором проживал В. Н. Муравьёв (будущий преподобный Серафим Вырицкий), был установлен поклонный крест.
28 сентября 2008 года состоялся подъём большого купола и освящение центрального креста храма. 22 октября 2009 года был освящён большой колокол-благовест.

## Архитектура, убранство
Белокаменный храм построен в неорусском стиле. Образцами для него стали постройки псковско-новгородской архитектуры.
Церковь имеет пять глав, установленных на высоких барабанах. Над западным входом находится звонница.
На западном фасаде храма находится образ Спаса Нерукотворного, который после закрытия храма был сначала закрашен, а затем — заштукатурен. Икона была расчищена в 2005 году.
Двухъярусный резной иконостас был изготовлен из темного дуба и украшен иконами, написанными в древнерусском стиле без окладов.
В алтаре храма находится запрестольный образ Спасителя с Крестом и знаменем в руках. Ранее в храме находилось несколько древних икон с Афона, подаренных императором Николаем II.
Пять колоколов для храма были приобретены в марте 2005 года и временно были помещены на леса на колокольне. Кроме того, были отлиты ещё три колокола:
- весом в 820 кг с надписью «Лит сей колокол в память царственных страстотерпцев и всех новомучеников дома Романовых». Колокол был отлит в 2009 году на московском заводе, который изготавливал колокола для Тярлевской церкви в начале XX века.
- весом в 350 кг с иконами Преображения Господня, святителя Николая Чудотворца, святых равноапостольной Елены и благоверного князя Александра Невского. Но нижней кромке колокола расположена надпись: «Отлит трудами и усердием во Славу Божию. Храм Спасо-Преображения, пос. Тярлево».
- весом в 150 кг с иконами преподобного Серафима Вырицкого, новомучеников Российских, мучеников Леонида и Галины.

## Традиции
Ежегодно, в память освящения храма, в первое воскресенье после 6 июля совершается крестный ход вокруг Тярлево.
В первое воскресение после 8 января служится благодарственный молебен перед образом Спаса Нерукотворного, расположенным над западным порталом, в память его обретения.
Два раза в год служатся молебны у креста рядом с местом дома преподобного Серафима Вырицкого — 3 апреля (в день памяти преподобного) и 14 августа, с водосвятием (в день установки креста).

## Духовенство
| Настоятели церкви                | Настоятели церкви                                        |
| Даты                             | Настоятель                                               |
| -------------------------------- | -------------------------------------------------------- |
| 1914—1918                        | служил причт Мариинской церкви Павловска                 |
| 6 ноября 1918 — 9 января 1920    | священник Сергий Михайлович Попов (1874—после 1935)      |
| 9 января 1920 — 1923             | священник Феодор Иоаннович Покровский (1874—…)           |
| 1923 — арестован 1 сентября 1937 | протоиерей Сергий Александрович Червяковский (1889—1937) |
| 1937 — сентябрь 1941             | храм не действовал                                       |
| сентябрь 1941 — 1943             | священник Иоанн Лаврентьевич Коляденко (1873—…)          |
| 1943—2002                        | период закрытия храма                                    |
| 1997—2002                        | священник Олег Александрович Скоморох (род. 1972)        |
| 2002 — настоящее время           | протоиерей Александр Иванович Покрамович (род. 1955)     |